# 瀬尾乃武
瀬尾 乃武（せお のりたけ、1899年（明治32年）9月25日 - 1997年（平成9年）10月14日）とは、能楽囃子方、大鼓方葛野流能楽師。葛野流宗家預かり。

## 来歴・人物
東京府東京市神田区猿楽町（現・東京都千代田区）に生まれる。宝生流シテ方と幸流小鼓方の二人の兄がおり、子供のころから能に親しむ環境のなかで育つ。川崎九淵、亀井俊雄、飯島佐乃六に師事。1924年（大正13年）「三輪」で初舞台。1921年（大正10年）東京外国語学校仏語科修了。司書の資格を持っており、図書施設に勤務するかたわら芸道にまい進した。1969年（昭和44年）葛野流宗家預かりとなる。1984年（昭和59年）重要無形文化財保持者に各個認定（人間国宝）。素手で打つことで手と指をきたえ、的確で澄んだ音色をきかせた。
長男は櫻間辰之（金春流シテ方）、二男は四世櫻間金記（金春流シテ方）。

## DVD
能楽名演集1（NHKエンタープライズ、以下同）
- 観世流「隅田川」梅若六郎 角当直隆 宝生弥一 宝生閑 田中一次 鵜澤寿 瀬尾乃武
- 観世流「井筒」観世寿夫 宝生閑 藤田大五郎 大倉長十郎 瀬尾乃武
- 金春流「黒塚」本田秀男 櫻間道雄 豊嶋十郎 鈴木順一 山本則寿 一噌幸政 中原孝一 瀬尾乃武 観世元信／金剛流「葵上」豊嶋弥左衛門
- 「仕舞独吟一調舞囃子集」／舞囃子『清経』後藤得三 寺井政数 幸圓次郎 瀬尾乃武

能楽名演集2
- 金春流「葵上」櫻間金太郎（弓川）／「実盛」櫻間道雄 森茂好 宝生閑 鏑木岑男 一噌正之助 北村一郎 瀬尾乃武 金春惣右衛門
- 観世流「鞍馬天狗・白頭」梅若実／「恋重荷」観世銕之丞（雅雪） 観世静夫 森茂好 善竹圭五郎 田中一次 幸正影 瀬尾乃武 金春惣右衛門

能楽名演集3
- 能 観世流『俊寛』観世寿夫 永島忠侈 浅井文義 宝生弥一 山本則直 一噌幸政 鵜澤寿 瀬尾乃武／能『猩々乱』観世寿夫